# Nuits-saint-georges (AOC)
Pour l’article homonyme, voir Nuits-Saint-Georges.
Le nuits-saint-georges, est un vin français d'appellation d'origine contrôlée produit sur les communes de Nuits-Saint-Georges et de Premeaux-Prissey, sur la côte de Nuits, en Côte-d'Or.

## Histoire

### Antiquité
L’édit de l'empereur romain Domitien, en 92, interdisait la plantation de nouvelles vignes hors d’Italie ; il fit arracher partiellement les vignes en Bourgogne afin d’éviter la concurrence. Le vignoble résultant suffisait aux besoins locaux. Mais Probus annula cet édit en 280. En 312, un disciple d'Eumène rédigea la première description du vignoble de la Côte d'Or.

### Moyen Âge

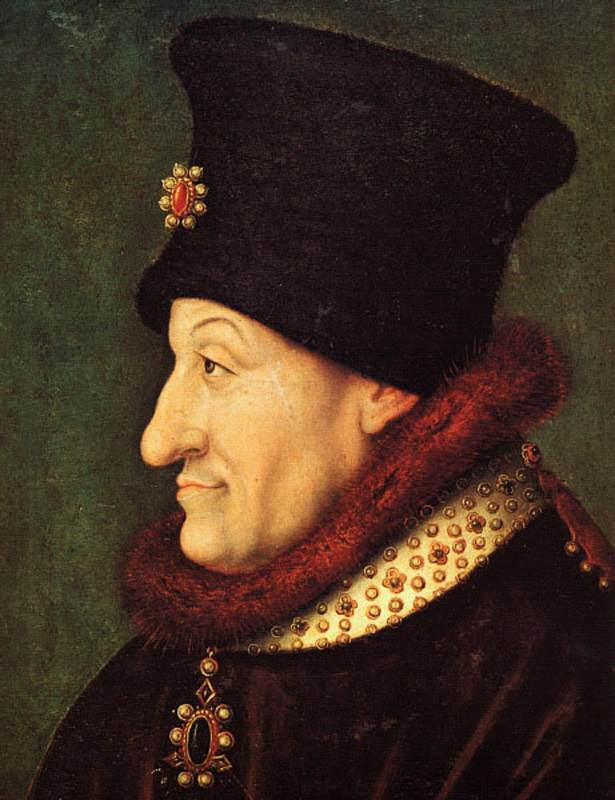
Philippe II le Hardi

Dès le début du VIe siècle, l’implantation du christianisme avait favorisé l’extension de la vigne par la création d’importants domaines rattachés aux abbayes. Ainsi l'abbaye de Cîteaux (créée en 1098) avec des plantations en Côte-d'Or. En l'an 1395, Philippe le Hardi décida d’améliorer la qualité des vins et interdit la culture du gamay au profit du pinot noir dans ses terres. Enfin en 1416, Charles VI fixa par un édit les limites de production du vin de Bourgogne. En 1422, d'après les archives, les vendanges  eurent lieu en Côte de Nuits au mois d'août. A à la mort de Charles le Téméraire, le vignoble de Bourgogne fut rattaché à la France, sous le règne de Louis XI.

### Période moderne
Aussi, en 1700, l'intendant Ferrand rédigea-t-il un « Mémoire pour l'instruction du duc de Bourgogne » lui indiquant que dans cette province les vins les meilleurs provenaient des « vignobles [qui] approchent de Nuits et de Beaune ».

### Période contemporaine

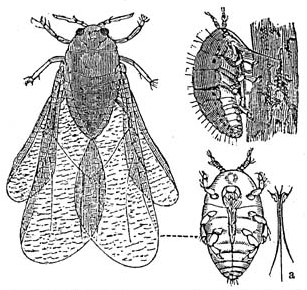
Phylloxéra

#### XIXesiècle
Dans les décennies 1830-1840, la pyrale attaque les feuilles de la vigne. Elle est suivie d'une maladie cryptogamique, l'oïdium. Le millésime 1865 donne des vins aux teneurs naturelles en sucres très élevées et des vendanges assez précoces. À la fin de ce siècle arrivent deux nouveaux fléaux de la vigne. Le premier est le mildiou, autre maladie cryptogamique, le second le phylloxéra. Cet insecte térébrant venu d'Amérique met à mal le vignoble. Après de longues recherches, on finit par découvrir que seul le greffage permettrait à la vigne de pousser en présence du phylloxéra. 

#### XXesiècle
Le mildiou provoque un désastre considérable en 1910. La Confrérie des Chevaliers du Tastevin est fondée en 1934. Pendant ce temps, Henri Gouges a rejoint, au niveau national, le combat mené par le sénateur Joseph Capus et le baron Pierre Le Roy de Boiseaumarié qui aboutit à la création des appellations d'origine contrôlée. Il devient le bras droit du baron à l'Institut national de l'origine et de la qualité (INAO). Ainsi, cette AOC est créée en 1936. L'apparition de l'enjambeur dans les années 1960-70, qui remplace le cheval. Les techniques en viticulture et en œnologie évoluent depuis 50 ans (vendange en vert, table de triage, cuve en inox, pressoir électrique puis pneumatique etc.).

#### XXIesiècle
Avec la canicule de 2003, les vendanges débutent pour certains domaines à la mi-août, soit avec un mois d'avance, des vendanges très précoces qui ne se sont pas vues depuis 1422 et 1865 d'après les archives. Le cahier des charges a été modifié en décembre 2024.

## Vignoble

### Présentation
Cette AOC est implantée sur les communes de Nuits-Saint-Georges et de Premeaux-Prissey. La vigne couvre une superficie de 306,84 hectares en tout, mais produit presque exclusivement des vins rouges. Avec en répartition :
- Vins rouges : 297,06 hectares (136,32 hectares de premier cru), pour une production de 11 592 hectolitres (4 965 hectolitres de premier cru)[2]. Le cépage utilisé est le pinot noir.
- Vins blancs : 9,78 hectares (6,79 hectares de premier cru), pour une production de 392 hectolitres (248 hectolitres de premier cru)[2]. Le cépage utilisé est le Chardonnay.

### Climats
Premier cru :
- (commune de Nuits-Saint-Georges) : Aux Champs Perdrix, En la Pierre Noblot, Les Damodes, Aux Boudots, Aux Cras, La Richemone, Aux Murgers, Aux Vignerondes, Aux Chaignots, Aux Thorey, Aux Argilas, Aux Bousselots, Les Perrières, Les Hauts Pruliers, Château Gris, Les Crots, Rue de Chaux, Les Procès, Les Pruliers, Roncière, Les Saints-Georges, Les Cailles, Les Porets Saints-Georges, Clos des Porets Saints-Georges, Les Vallerots, Les Poulettes, Les Chaboeufs, Les Vaucrains et Chaines Carteaux.
- (commune de Premeaux) : Clos des Grandes Vignes, Clos de la Maréchale, Clos Arlot, Les Terres Blanches, Les Didiers, Clos des Forêts Saints-Georges, Aux Perdrix, Clos des Corvées, Clos des Corvées Pagets, Clos Saint-Marc, Les Arguillières et Clos des Arguillières.

### Encépagement
Le pinot noir compose exclusivement les vins rouges de l'AOC. Il est constitué de petites grappes denses, en forme de cône de pin composées de grains ovoïdes, de couleur bleu sombre. C'est un cépage délicat, qui est sensible aux principales maladies et en particulier au mildiou, au rougeot parasitaire, à la pourriture grise (sur grappes et sur feuilles), et aux cicadelles. Ce cépage, qui nécessite des ébourgeonnages soignés, a tendance à produire un nombre important de grapillons. Il profite pleinement du cycle végétatif pour mûrir en première époque. Le potentiel d'accumulation des sucres est élevé pour une acidité juste moyenne et parfois insuffisante à maturité. Les vins sont assez puissants, riches, colorés, de garde. Ils sont moyennement tanniques en général.
Le chardonnay compose les vins blancs de l'AOC. Ses grappes sont relativement petites, cylindriques, moins denses que celles du pinot noir, constituées de grains irréguliers, assez petits, de couleur jaune doré. De maturation de première époque comme le pinot noir, il s'accommode mieux d'une humidité de fin de saison avec une meilleure résistance à la pourriture s'il n'est pas en situation de forte vigueur. Il est sensible à l'oïdium et à la flavescence dorée. Il débourre un peu avant le pinot noir, ce qui le rend également sensible aux gelées printanières. Les teneurs en sucre des baies peuvent atteindre des niveaux élevés tout en conservant une acidité importante, ce qui permet d'obtenir des vins particulièrement bien équilibrés, puissants et amples, avec beaucoup de gras et de volume.

### Méthodes culturales

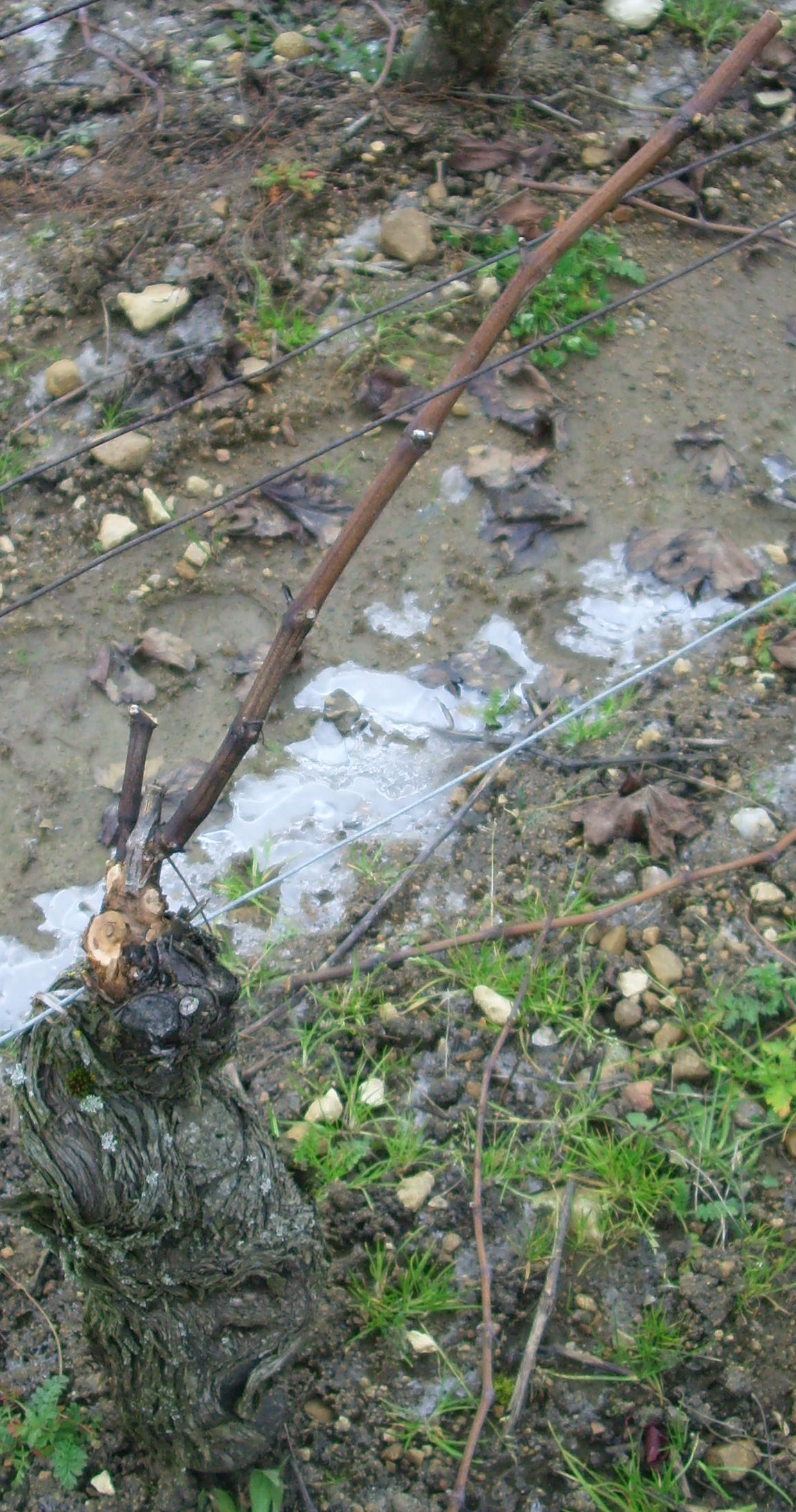
Pied de vigne taillé en Guyot simple

#### Travail manuel
Ce travail commence par la taille, en « guyot simple », avec une baguette de cinq à huit yeux et un courson de un à trois yeux. Le tirage des sarments suit la taille. Les sarments sont enlevés et peuvent être brûlés ou mis au milieu du rang pour être broyés. On passe ensuite aux réparations. Puis vient le pliage des baguettes. Éventuellement, après le pliage des baguettes, une plantation de nouvelles greffes est réalisée. L'ébourgeonnage peut débuter dès que la vigne a commencé à pousser. Cette méthode permet, en partie, de réguler les rendements. Le relevage est pratiqué lorsque la vigne commence à avoir bien poussé. En général, deux à trois relevages sont pratiqués. La vendange en vert est pratiquée de plus en plus dans cette appellation. Cette opération est faite dans le but de réguler les rendements et surtout d'augmenter la qualité des raisins restants. Pour finir avec le travail manuel à la vigne, se réalise l'étape importante des vendanges.

#### Travail mécanique
L'enjambeur est d'une aide précieuse. Les différents travaux se composent du broyage des sarments, réalisé lorsque les sarments sont tirés et mis au milieu du rang. De trou fait à la tarière, là où les pieds de vignes sont manquants, en vue de planter des greffes au printemps. De labourage ou griffage, réalisé dans le but d'aérer les sols et de supprimer des mauvaises herbes. De désherbage fait chimiquement pour tuer les mauvaises herbes. De plusieurs traitements des vignes, réalisés dans le but de les protéger contre certaines maladies cryptogamiques (mildiou, oïdium, pourriture grise, etc.) et certains insectes (eudémis et cochylis). De plusieurs rognages consistant à reciper ou couper les branches de vignes (rameaux) qui dépassent du système de palissage. Des vendanges mécaniques se réalisant avec une machine à vendanger ou une tête de récolte montée sur un enjambeur.

### Rendements
Les rendements sont de 40 à 58 hl/ha pour les rouges (40 à 56 pour les premiers crus), 45 à 64 hl/ha pour les blancs (45 à 62 pour les premiers crus).

## Vins

### Titres alcoométriques volumique minimal et maximal
| AOC                           | Rouge   | Rouge   | Blanc   | Blanc   |
| Titre alcoométrique volumique | minimal | maximal | minimal | maximal |
| Village                       | 10,5 %  | 13,5 %  | 11 %    | 14 %    |
| Premier cru                   | 11 %    | 14 %    | 11,5 %  | 14,5 %  |

### Vinification et élevage
Voici les méthodes générales de vinification de cette appellation. Il existe cependant des petites différences de méthode entre les différents viticulteurs et négociants.

#### Vinification en rouge
La récolte des raisins se fait à maturité et de façon manuelle ou mécanique. La vendange manuelle est le plus souvent triée, soit à la vigne soit à la cave avec une table de tri, ce qui permet d'enlever les grappes pourries ou insuffisamment mûres. La vendange manuelle est généralement éraflée puis mise en cuve. Une macération pré-fermentaire à froid est quelquefois pratiquée. La fermentation alcoolique peut démarrer, le plus souvent après un levurage. Commence alors le travail d'extraction des polyphénols (tanins, anthocyanes) et autres éléments qualitatifs du raisin (polysaccharides etc.). L'extraction se faisait par pigeage, opération qui consiste à enfoncer le chapeau de marc dans le jus en fermentation à l'aide d'un outil en bois ou aujourd'hui d'un robot pigeur hydraulique. Plus couramment, l'extraction est conduite par des remontages, opération qui consiste à pomper le jus depuis le bas de la cuve pour arroser le chapeau de marc et ainsi lessiver les composants qualitatifs du raisin. Les températures de fermentation alcoolique peuvent être plus ou moins élevées suivant les pratiques de chaque vinificateur avec une moyenne générale de 28 à 35 degrés au maximum de la fermentation. La chaptalisation est réalisée si le degré naturel est insuffisant : cette pratique est réglementée. À l'issue de la fermentation alcoolique suit l'opération de décuvage qui donne le vin de goutte et le vin de presse. La fermentation malolactique se déroule après mais est dépendante de la température. Le vin est soutiré et mis en fût ou cuve pour son élevage. L'élevage se poursuit pendant plusieurs mois (12 à 24 mois) puis le vin est collé, filtré et mis en bouteilles.

#### Vinification en blanc

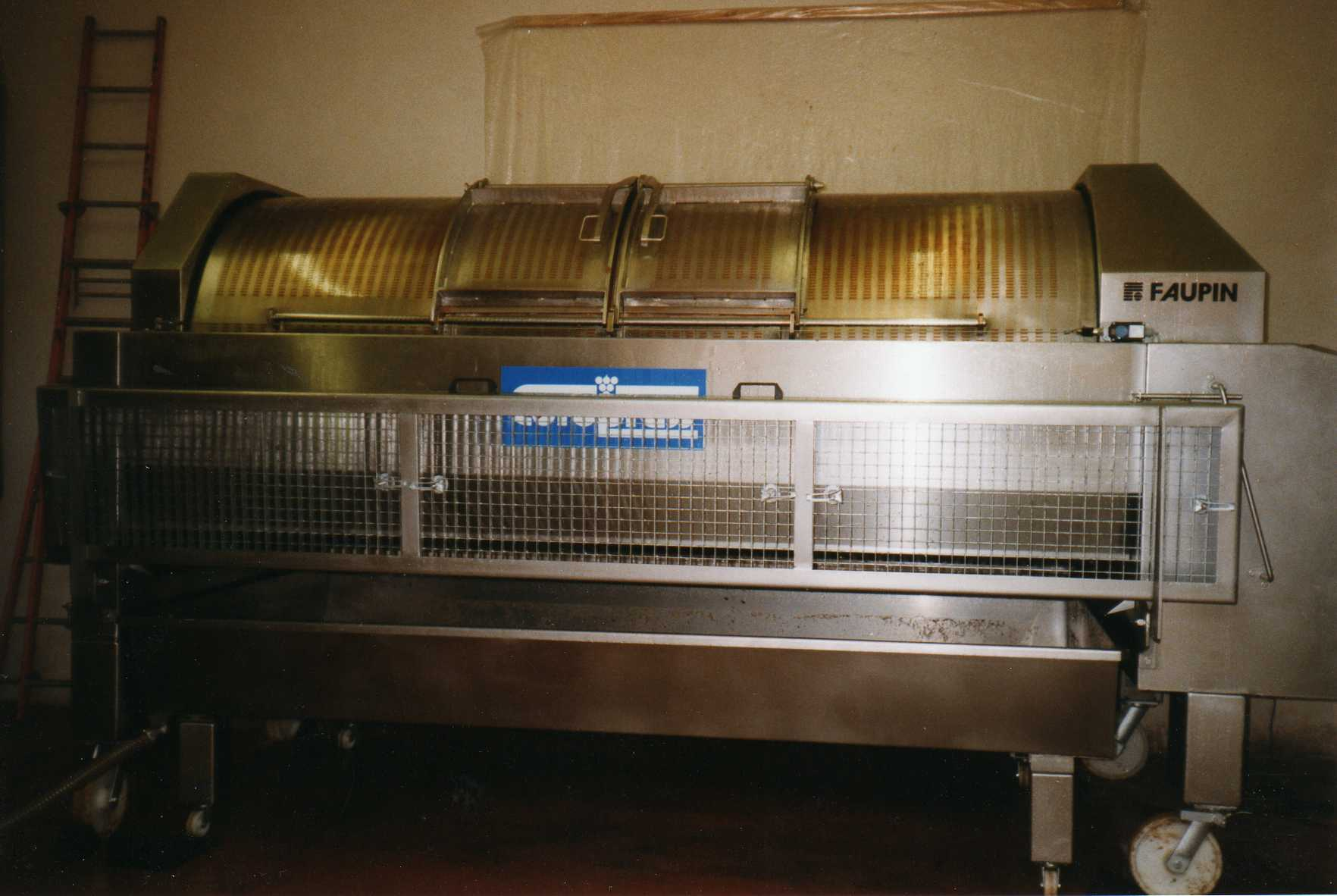
Pressoir pneumatique servant au pressurage

Comme pour le rouge, la récolte est manuelle ou mécanique et peut être triée. Les raisins sont ensuite transférés dans un pressoir pour le pressurage. Une fois le moût en cuve, le débourbage est pratiqué généralement après un enzymage. À ce stade, une stabulation préfermentaire à froid (environ 10 à 12 degrés pendant plusieurs jours) peut être recherchée pour favoriser l'extraction des arômes. Mais le plus souvent, après 12 à 48 heures, le jus clair est soutiré et mis à fermenter. La fermentation alcoolique se déroule avec un suivi tout particulier pour les températures qui doivent rester à peu près stables (18 à 24 degrés). La chaptalisation est aussi pratiquée pour augmenter le titre alcoométrique volumique si nécessaire. La fermentation malolactique est réalisée en Fûts ou en cuves. Les vins sont élevés « sur lies », en fûts, dans lesquels le vinificateur réalise régulièrement un « bâtonnage », c'est-à-dire une remise en suspension des lies. Cette opération dure pendant plusieurs mois au cours de l'élevage des blancs. À la fin, la filtration du vin est pratiquée pour rendre les vins plus limpides. La mise en bouteille clôture l'opération.

### Terroir et vins
Vin rouge : Robe pourpre, arômes de cerise, de fraise, de cassis, de cuir, de truffe, de gibier. En bouche il est équilibré, charpenté, corsé, long en bouche.
Vin blanc : Robe or. Arômes de miel, de brioche, de fleurs blanches. En bouche il est ferme, opulent.

### Gastronomie, garde et température de service
Vin rouge : va avec de l'agneau rôti, de la côte de bœuf, du magret de canard, du gibier à poils, du fromage (époisses, langres). Se sert entre 15 et 16 degrés. A une durée de garde de 5 à 10 ans (15 ans pour les grands millésimes).
Vin blanc : va avec des poissons de mer grillé, des crustacés grillés ou gratinés. Se sert entre 12 et 13 degrés. A une durée de garde de 4 à 8 ans.

## Économie

### Structure des exploitations
Il existe des domaines de tailles différentes. Ces domaines mettent tout ou une partie de leurs propres vins en bouteilles et s'occupent aussi de le vendre. Les autres, ainsi que ceux qui ne vendent pas tous leurs vins en bouteilles, les vendent aux maisons de négoce.
Les maisons de négoce achètent leurs vins, en général, en vin fait (vin fini) mais parfois en raisin ou en moût. Elles achètent aux domaines et passent par un courtier en vin qui sert d'intermédiaire moyennant une commission de l'ordre de 2 % à la charge de l'acheteur.

### Commercialisation
La commercialisation de cette appellation se fait par divers canaux de vente : dans les caveaux du viticulteur, dans les salons des vins (vignerons indépendants, etc.), dans les foires gastronomiques, par exportation, dans les Cafés-Hôtels-Restaurants (C.H.R), dans les grandes et moyennes surfaces (G.M.S).

## Situation géographique

### Géologie et orographie
Dans la partie nord, les sols proviennent de limons à cailloutis. Dans la partie sud, ce sont des limons (terre profonde, marno-calcaire).

### Climatologie
C'est un climat tempéré à légère tendance continentale.
Pour la ville de Dijon (316 m), les valeurs climatiques jusqu'à 1990 :
| Mois                              | jan. | fév. | mars | avril | mai  | juin | jui. | août | sep. | oct. | nov. | déc. | année |
| --------------------------------- | ---- | ---- | ---- | ----- | ---- | ---- | ---- | ---- | ---- | ---- | ---- | ---- | ----- |
| Température minimale moyenne (°C) | −1   | 0,1  | 2,2  | 5     | 8,7  | 12   | 14,1 | 13,7 | 10,9 | 7,2  | 2,5  | −0,2 | 6,3   |
| Température moyenne (°C)          | 1,6  | 3,6  | 6,5  | 9,8   | 13,7 | 17,2 | 19,7 | 19,1 | 16,1 | 11,3 | 5,6  | 2,3  | 10,5  |
| Température maximale moyenne (°C) | 4,2  | 7    | 10,8 | 14,7  | 18,7 | 22,4 | 25,3 | 24,5 | 21,3 | 15,5 | 8,6  | 4,8  | 14,8  |
| Précipitations (mm)               | 49,2 | 52,5 | 52,8 | 52,2  | 86,3 | 62,4 | 51   | 65,4 | 66,6 | 57,6 | 64,2 | 62   | 732,2 |

## Dans le domaine littéraire
Il est certain que Jules Verne appréciait le vin de Nuits car, dans son roman Autour de la Lune, "une fine bouteille de Nuits" fut choisie afin de fêter "l'union de la Terre et de son satellite". C'est la raison pour laquelle l'équipage d'Apollo XV donna officiellement le 25 juillet 1971, à un trou lunaire, le nom du "cratère Saint-Georges", en rendant hommage à cet écrivain.
De même, le poète français Charles Baudelaire y fait allusion dans son sonnet Sed Non Satiata, vingt-sixième poème du recueil Les Fleurs du mal : "Je préfère au constance, à l'opium, au nuits, / L’élixir de ta bouche où l'amour se pavane".